# レーダーサイト

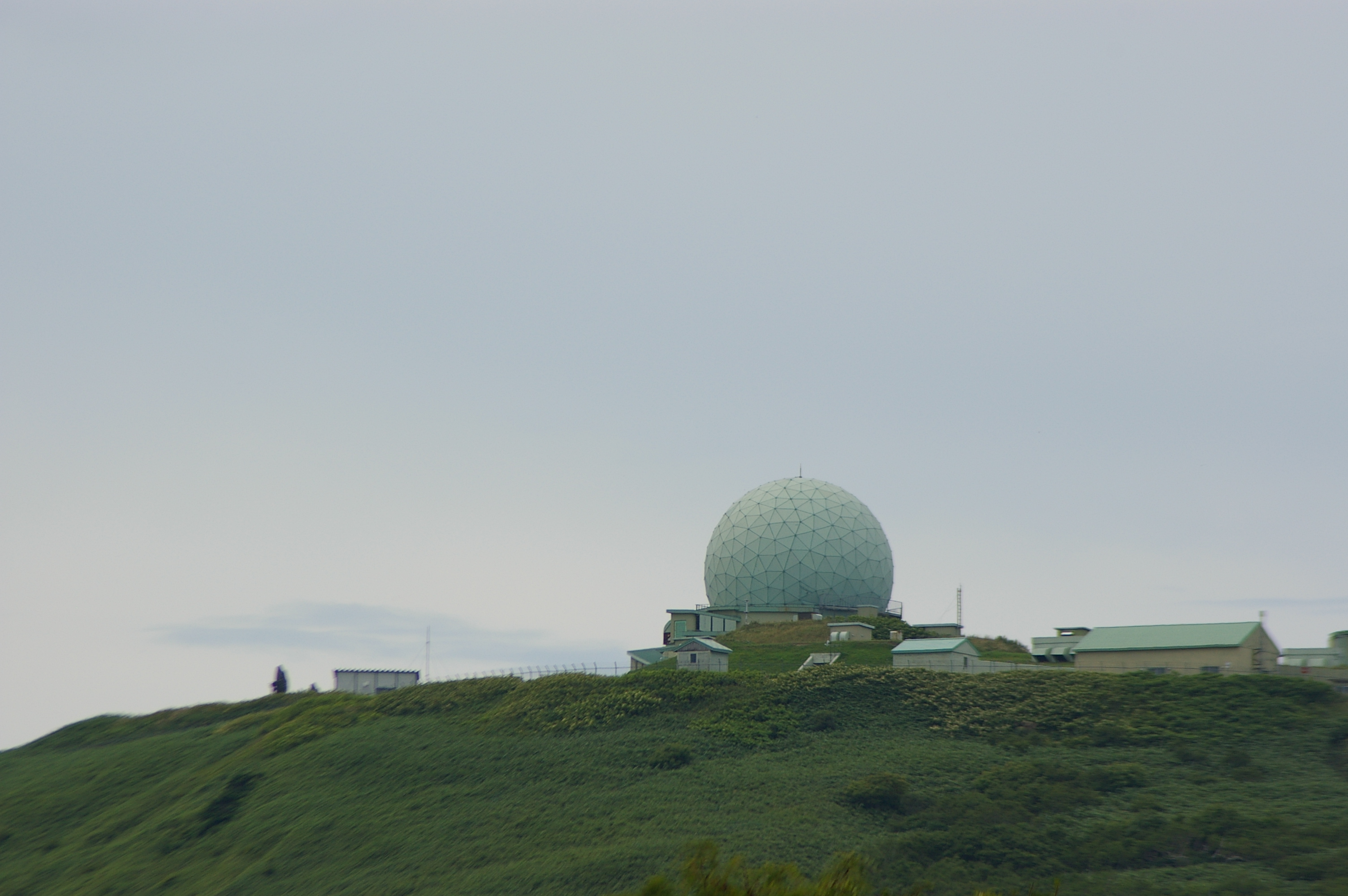
航空自衛隊稚内分屯基地のレーダーサイト
（北海道稚内市）

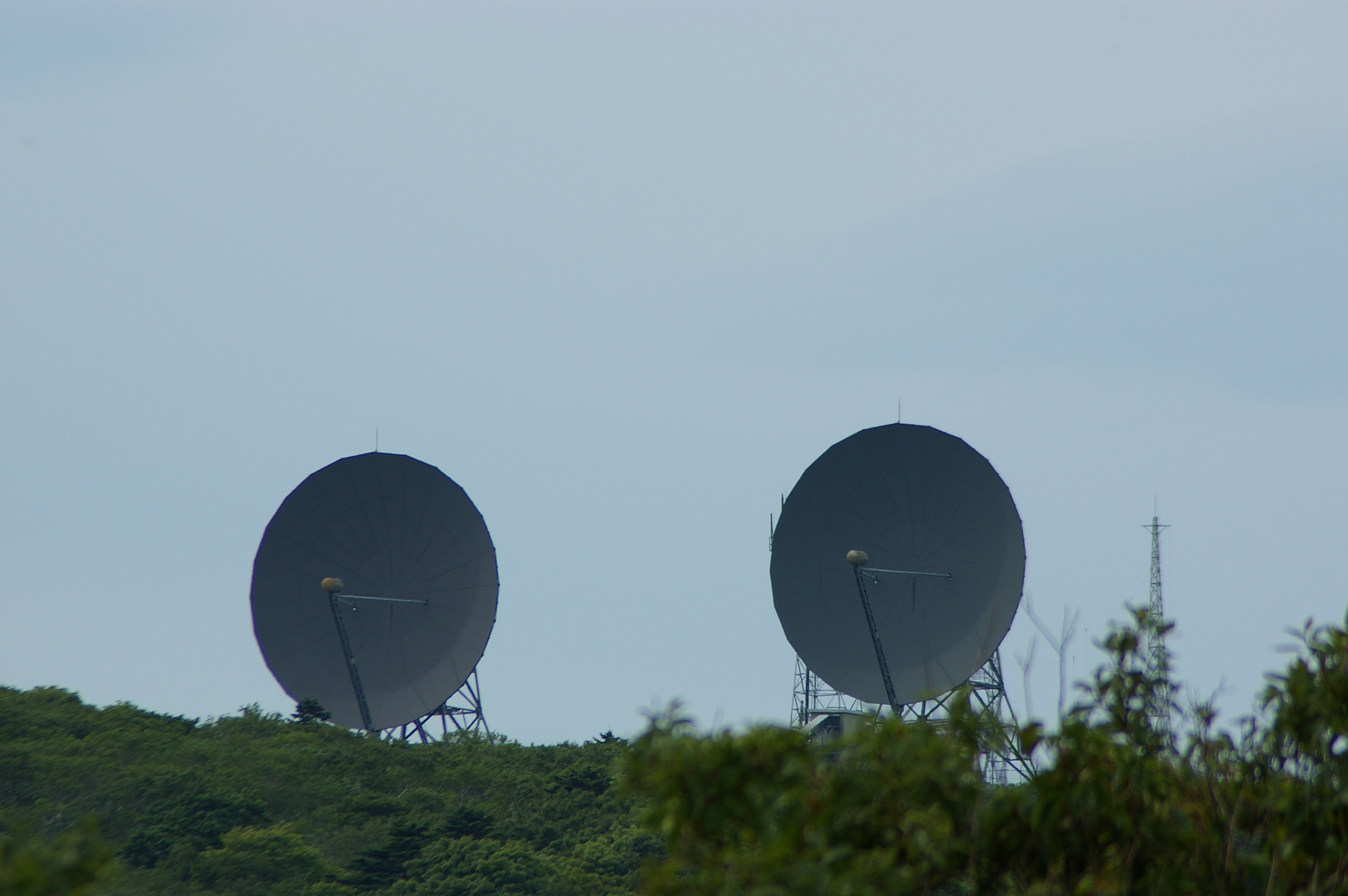
付帯施設のOHアンテナ

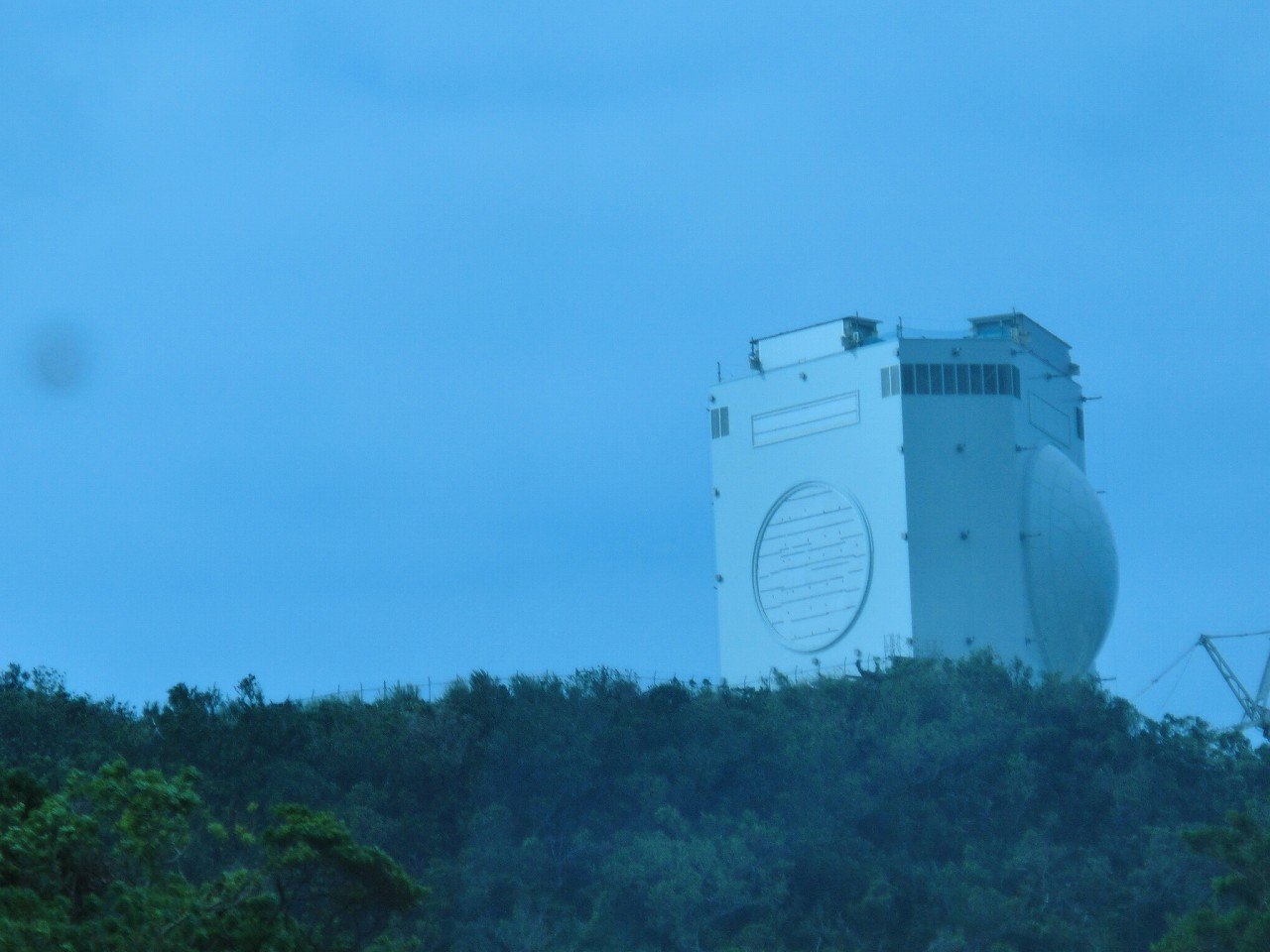
与座岳分屯基地のJ/FPS-5レーダー

レーダーサイト（英語: radar site）とは、軍事用レーダーの地上固定局で監視情報を他の関連部署と共有し、軍事目的に利用するための施設である。場合によっては、アンテナを、風雪などの自然環境や敵の攻撃から保護するためのレドーム等の装備や施設も備える。
軍事用レーダー運用拠点としては、固定的に運用するレーダーサイトのほか、航空機に搭載して運用する早期警戒管制機と早期警戒機、および艦船に搭載して運用するレーダーピケット艦やイージス艦、車両に搭載されて設置場所を変更可能な移動式レーダーがある。

## レーダーサイトの運用と戦闘
軍事目的のレーダーサイトは、どの国においても防衛の要となる重要施設で、3次元レーダーを使用しての対空監視を任務としている。組織的な戦闘が可能なサイトは、地上の防空部隊（地対空ミサイル）や航空部隊（戦闘機）と連携して、防空戦力の支援とその運用を効率良く行えるように組織されている。また多くのレーダーサイトでは、無線傍受（エリントやコミント）などの情報収集任務も行なわれている。
航空作戦では相手の防空能力を低下させることが作戦の成果に大きく影響する。そのため、防空の一翼を担うレーダーサイトはジャミングのような妨害や直接的な攻撃の対象になる。現代の空軍では、レーダー波を逆探知して自らレーダーサイトに着弾する対レーダーミサイルや誘導爆弾を運用していることが多い。
湾岸戦争開戦後、即座に多国籍軍によりイラクのレーダーサイトの指揮所が撃破され、次いでサイトが攻撃されたことからも、レーダーサイトの現代戦における前線基地の役割、その重要性がうかがえる。
固定型で大型のレーダーサイトは、出力が大きく探知能力も高いが、移動できず攻撃に対して脆弱である。また設置場所については、地平線の見通し線の関係から、高所や沿岸への設置が望まれる。この他、レーダー覆域の空白を埋めるために海上に人工プラットホームを設置し、そこに据えられるケースもある。
日本では、航空自衛隊が領空侵犯を防止するために全国各地にレーダーサイトを配置し、24時間態勢で防空の任務を行っている。これらのレーダーサイトは自動警戒管制組織に組み込まれている。レーダーサイトで抽出したレーダーデータは、全国4つの担任防衛区域ごとにある各防空指令所 (Direction Center) に集められ、探知発見された航跡について彼我等識別が行われると共に、必要に応じて要撃機の管制を実施する。ひとたび領空侵犯の疑いのある飛行物体が防空識別圏に接近すると、千歳（ちとせ）・三沢・百里・小松・築城（ついき）・新田原（にゅうたばる）・那覇の航空自衛隊基地に配備される航空団から、アラート任務に就いている要撃機が発進できる態勢がとられている。出撃することを俗に「スクランブル」という。また、侵攻する航空機や弾道ミサイルなどの撃墜任務を持つ傘下の高射隊（防空ミサイル部隊）のレーダー情報などともレーダー網が共有されている。
現在は、地上レーダーと、偵察衛星、早期警戒管制機、イージス艦、哨戒機のレーダー情報を、一括して統合運用する軍事における革命が進行中である。
敵性国家は、相手国のレーダーサイトの警戒監視能力を探るために、偵察衛星、電子偵察機、情報収集艦、ヒューミントなどあらゆる手段を駆使して、平時から情報戦を行なっている。近代的な国家間が軍事衝突に陥る場合、第一撃は必ずレーダーサイトに対する攻撃から始まる。レーダーサイトは、現代戦の要であり、同時に脆弱性も包含する軍事施設である。

## 設備
レーダーサイトの設備には以下のようなものがある。
- レーダー：場合により支持架台、レドーム、空中線
- 対空無線
- 通信設備：航空自衛隊では、見通し外通信アンテナ (オーバーホライゾン、略してOH)等が用いられる。

このほか、電子戦情報の収集をも任務とする場合がある。

## 早期警戒管制機に対する固定レーダーサイトの長所と短所
長所
- 探知能力に対して運用コストが比較的安い。
- 独立した施設であり自己完結性が高い。
- 継続的、日常的な監視活動に向いている。

短所
- 移動できないので攻撃に脆弱である。
- 地平線や水平線の向こう側を、ある程度までしか探知できない。
- レーダーサイトの大半が市街地から離れた僻地や離島（田舎）に存在するため、少数の敵勢力が侵入しやすく、警備が困難。また、隊員の士気や規律の維持が困難（福利厚生や保養の面に劣る）。

## 歴史
第二次世界大戦時のバトル・オブ・ブリテンでは、英空軍はグレートブリテン島南部を中心にレーダーサイト群を配備し、世界最高水準の防空体制を構築した（チェーン・ホームを参照）。第二次世界大戦末期には、日本やドイツにおいてもレーダー網が構築され、敵機の早期警戒や要撃に用いられている。
アメリカ合衆国では、冷戦期初期に、対爆撃機警戒用としてカナダ南部（パインツリー線）及びカナダ中部（中部カナダ線）、カナダ北部に遠距離早期警戒線が整備され、大西洋上にはテキサスタワーが建設された。大陸間弾道ミサイルの脅威が高まると、弾道ミサイル早期警戒システムやPAVE PAWS等の大型長距離レーダーを持つサイトが建設されている。

## 日本のレーダーサイト

航空自衛隊のレーダーサイト配置。数字は警戒隊

専守防衛を国是とする日本においては、いかにして奇襲に対処できるかが重要な命題であり、そのためにレーダーサイトの必要性が高まっている。レーダーサイトは、山頂又は海岸沿いといった僻地に設置されることが多く、航空救難団飛行群ヘリコプター空輸隊が三沢・入間・春日・那覇に配備されており、CH-47J大型輸送ヘリコプターが、特に離島等のレーダーサイトへの物資補給などを行っているが、近年の交通網等の発達によりレーダーサイトも都市部へのアクセスは容易となっている。
幹部の兵器管制官と空曹・空士の警戒管制員が配置されているが、主に要撃戦闘機との交信は無線機等を遠隔操作し、DCと呼ばれる防空指令所で行われている。日本のレーダーサイトには、警戒監視を行う監視小隊、レーダー・通信機器の整備・管理を行う通信電子小隊や、基地の施設管理や炊事・警備を行う業務小隊等が編成されており、常に配置に就いている。重要影響事態が突発的に発生した場合に備え、宮古島などの一部のレーダーサイトには、平素から外国の軍隊が使用中の電波を傍受・分析するための設備として「地上電波測定装置」が併設され、稼働している。

## 日本以外の国のレーダーサイト

### アメリカ
アメリカのレーダーサイトはアメリカ空軍で運用している。
- Fort Yukon Long Range Radar Site
- King Salmon Long Range Radar Site
- Oliktok Long Range Radar Site
- Point Barrow Long Range Radar Site
- Point Lonely Short Range Radar Site
- Tin City Long Range Radar Site

### 韓国

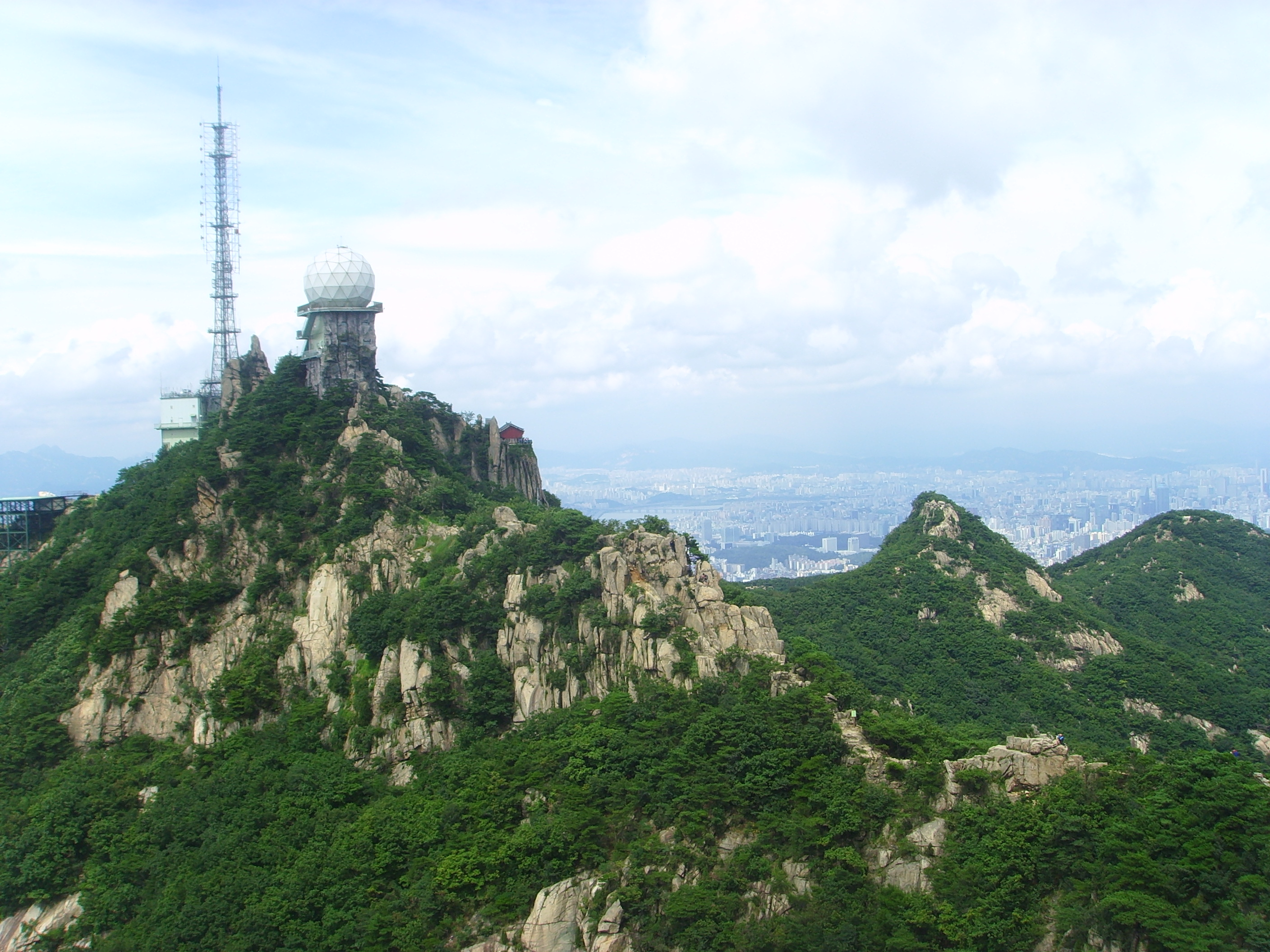
ソウル冠岳区の冠岳山の気象観測レーダー

韓国のレーダーサイトは大韓民国空軍の管制部隊である空軍防空管制司令部の隷下部隊で運用しており、その他にも大韓民国気象庁でも運用している。韓国空軍のレーダーサイトの位置は軍事機密なので公開されないが韓国の様々な山に配置されており領空を監視して航空管制の役割を行う。
また、韓国気象庁の気象レーダーも様々な場所の山と島に位置しており、気象予報と気象情報を提供する。